# Csányi János (festő)
Csányi János (Perkáta, 1957. április 29.−) magyarországi cigány díszítőfestő és képfestő.

## Életútja, munkássága
Zenész cigány családban született. Dunaújvárosban szobafestő-mázoló szakképesítést szerzett, majd 1976-ban felköltözött Budapestre, ahol sikeres érettségi vizsgát tett. 
1991-től több éven át vezette a Cigány Ház képzőművészeti alkotótáborait. 1993-tól Makra Ferenc díszítőfestőnél helyezkedett el, elsajátította a szakma fogásait, és azóta is a díszítőfestés biztosítja megélhetését. Részt vett többek között az Uránia mozi, a Páva utcai Zsinagóga, valamint több budapesti és vidéki templom díszítőfestésében. Közben képeket is festett, de azokat sokáig nem mutatta meg senkinek. Hosszas rábeszélés eredményeképp 1987-ben állította ki először festményeit a csepeli Művelődési Házban. 2000 óta több ízben részt vett a ferencvárosi Plein Art Kortárs Művészetek Fesztiválján, számos csoportos kiállításon szerepelt. 
2009-ben a szakrális művészetek hete alkalmából, cigány művészek vallásos témájú alkotásaiból rendezett „Keresd az Istent – kisdedet találsz” című kiállításon voltak láthatók munkái. Alkotásai megtalálhatók a Roma Parlament állandó kiállításán. 2002-ben a magyarországi református egyház kiadásában megjelent négy evangéliumot illusztrálta. Jelenleg Szigetszentmiklóson él és alkot.

## Képei a 2009-es Cigány festők című albumból

### Szakrális képei
- Vallások (olaj, vászon, 200x180 cm, 2000)
- Próféta (olaj, farost, 38x63 cm, 1994)
- Keresztre feszítés (olaj, vászon, 51x64 cm, 1989)
- Piéta (olaj, farost, 70x50 cm, 1993)

### Világi képei
- Elmúlás (olaj, farost, 60x80 cm, év nélkül)
- Dohányzó nő gyermekkel (olaj, farost, 60x80 cm, 1995)
- Civilizáció (olaj, farost, 102x72 cm, 1991)[1]

## Kiállításai (válogatás)

### Egyéni
- 1987 • Csepeli Művelődési Ház, Budapest
- 1994 • Móricz Ház, Leányfalu
- 1995 • Perkáta
- 1996 • IX. kerületi Kisebbségi Ház, Budapest
- 1999 • XIV. kerületi Kisebbségi Ház, Budapest • Dunavarsány

### Csoportos
- 2009 • Keresd az Istent  – kisdedet találsz, Budapest